# 1046 (عدد)
1046 هو عدد صحيح، يلي العدد 1045 وويسبق العدد 1047.

## في الرياضيات

### خصائص
- عدد طبيعي.[3]
- عدد زوجي.[4][5]
- عدد موجب،[6] السالب منه هو -1046.[7]

## في التاريخ
- 1046 هـ هي سنة في التقويم الهجري.
- هي سنة 1046 م في التقويم الميلادي.

## وصلات خارجية
الأعداد الصاتمة، ديوان اللغة العربية.